# Katzenthal
Katzenthal [kat͡səntal]   est une commune française située dans la circonscription administrative du Haut-Rhin et, depuis le 1er janvier 2021, dans le territoire de la Collectivité européenne d'Alsace, en région Grand Est.
Cette commune se trouve dans la région historique et culturelle d'Alsace.

## Géographie

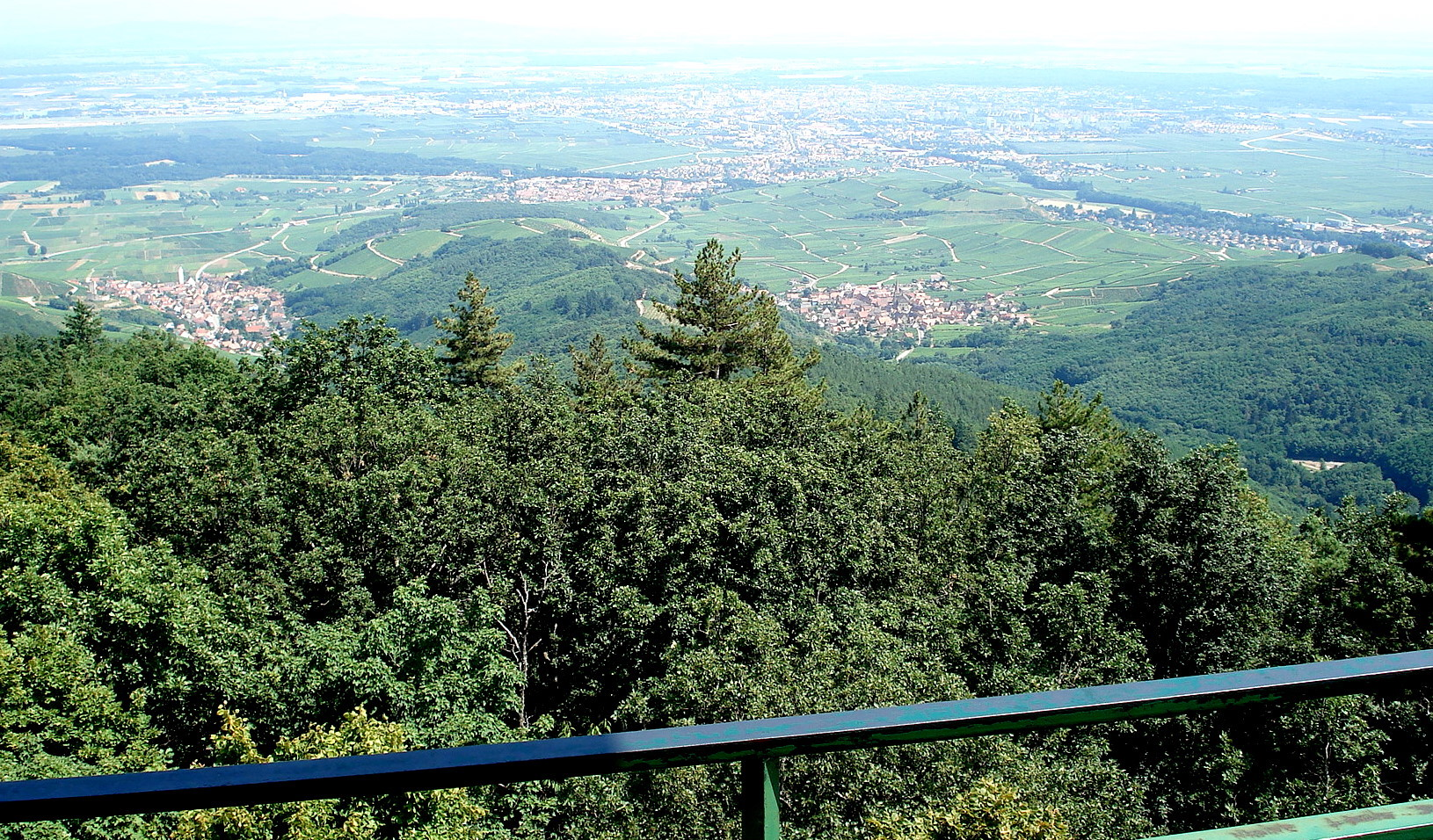
Vue depuis le sommet du Galtz, regard vers l’est. À gauche, le village de Katzenthal, reconnaissable à son svelte clocher blanc. Au loin, la plaine d’Alsace, où s’étale l’agglomération de Colmar.

Katzenthal se situe au pied du versant oriental des Vosges, en retrait de la RN 415 (Route des vins d'Alsace) reliant Ingersheim (lointaine banlieue nord-ouest de Colmar) et Ammerschwihr, à l’entrée d’un vallon de 1,5 à 2 km, qui s’étire selon un axe est-ouest et que clôt, à l’ouest, le sommet vosgien du Galtz (alt. 731 m).
C'est une des 188 communes du Parc naturel régional des Ballons des Vosges.
Le vallon s’ouvre à l’ouest sur la plaine d’Alsace, tapissée ici de vignobles sur plusieurs kilomètres vers l’ouest, jusqu’à la zone industrielle nord de Colmar.
Le château de Wineck, sis en contrehaut, surplombe le village et les coteaux de vigne de Katzenthal.
| Ammerschwihr     |            |            |
|                  | Katzenthal | Ingersheim |
| Niedermorschwihr | Turckheim  |            |

### Hydrographie
La commune est dans le bassin versant du Rhin au sein du bassin Rhin-Meuse. Elle est drainée par le Weidbach,.

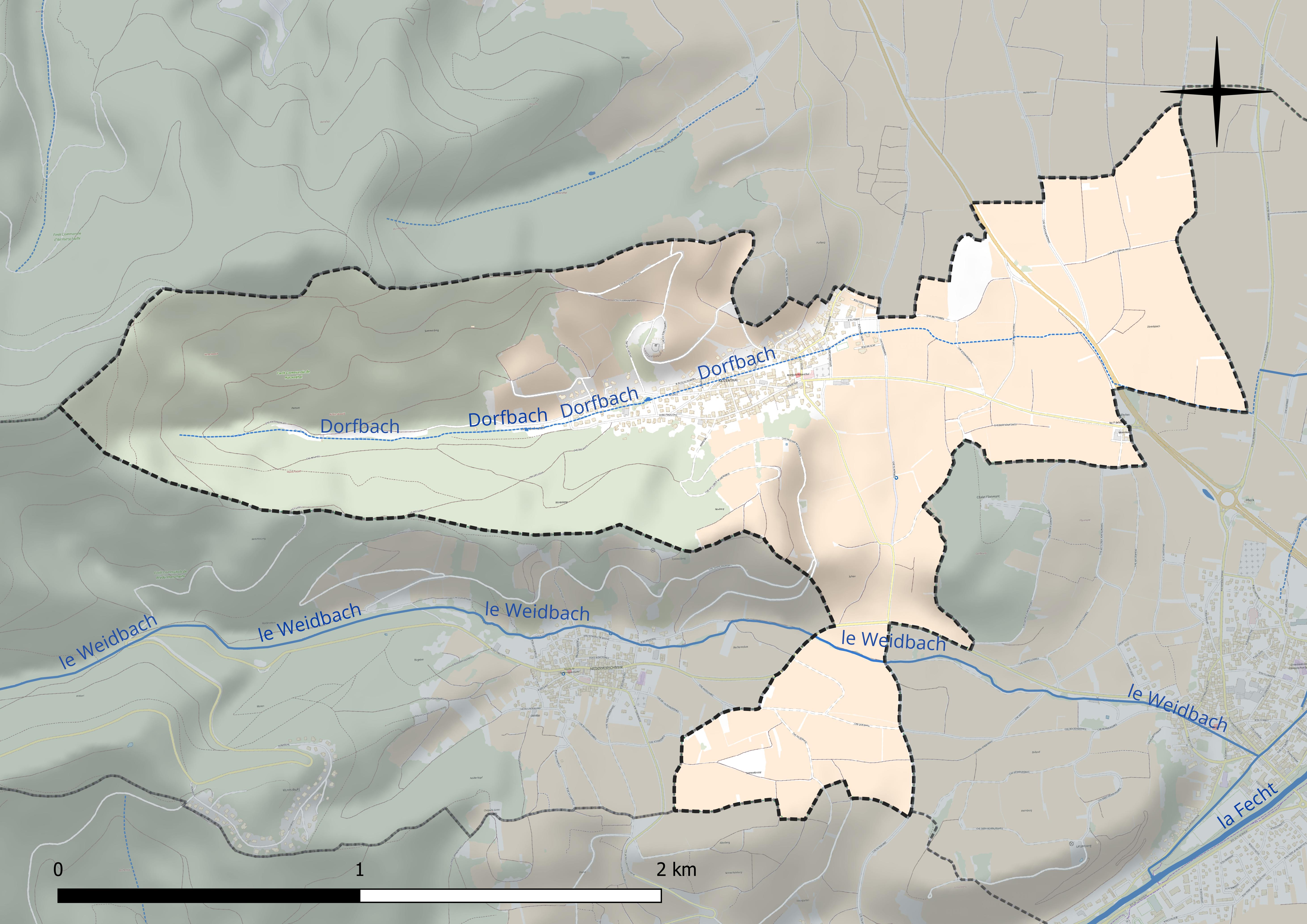
Réseau hydrographique de Katzenthal.

### Climat
Pour des articles plus généraux, voir Climat du Grand Est et Climat du Haut-Rhin.
En 2010, le climat de la commune est de type climat des marges montargnardes, selon une étude du Centre national de la recherche scientifique s'appuyant sur une série de données couvrant la période 1971-2000. En 2020, Météo-France publie une typologie des climats de la France métropolitaine dans laquelle la commune est exposée à un climat semi-continental et est dans la région climatique  Vosges, caractérisée par une pluviométrie très élevée (1 500 à 2 000 mm/an) en toutes saisons et un hiver rude (moins de 1 °C). 
Pour la période 1971-2000, la température annuelle moyenne est de 10,5 °C, avec une amplitude thermique annuelle de 17,6 °C. Le cumul annuel moyen de précipitations est de 766 mm, avec 9,5 jours de précipitations en janvier et 9,5 jours en juillet. Pour la période 1991-2020, la température moyenne annuelle observée sur la station météorologique de Météo-France la plus proche, « Trois-Épis_sapc », sur la commune de Turckheim à 2 km à vol d'oiseau, est de 9,8 °C et le cumul annuel moyen de précipitations est de 804,5 mm. 
La température maximale relevée sur cette station est de 35,7 °C, atteinte le 7 août 2015 ; la température minimale est de −20 °C, atteinte le 13 janvier 1987,,. 
Les paramètres climatiques de la commune ont été estimés pour le milieu du siècle (2041-2070) selon différents scénarios d'émission de gaz à effet de serre à partir des nouvelles projections climatiques de référence DRIAS-2020. Ils sont consultables sur un site dédié publié par Météo-France en novembre 2022.

## Urbanisme

### Typologie
Au 1er janvier 2024, Katzenthal est catégorisée ceinture urbaine, selon la nouvelle grille communale de densité à sept niveaux définie par l'Insee en 2022.
Elle est située hors unité urbaine. Par ailleurs la commune fait partie de l'aire d'attraction de Colmar, dont elle est une commune de la couronne,. Cette aire, qui regroupe 95 communes, est catégorisée dans les aires de 50 000 à moins de 200 000 habitants,.

### Occupation des sols
L'occupation des sols de la commune, telle qu'elle ressort de la base de données européenne d’occupation biophysique des sols Corine Land Cover (CLC), est marquée par l'importance des territoires agricoles (57 % en 2018), en diminution par rapport à 1990 (63,6 %). La répartition détaillée en 2018 est la suivante : 
cultures permanentes (57 %), forêts (35,7 %), zones urbanisées (7,3 %). L'évolution de l’occupation des sols de la commune et de ses infrastructures peut être observée sur les différentes représentations cartographiques du territoire : la carte de Cassini (XVIIIe siècle), la carte d'état-major (1820-1866) et les cartes ou photos aériennes de l'IGN pour la période actuelle (1950 à aujourd'hui).

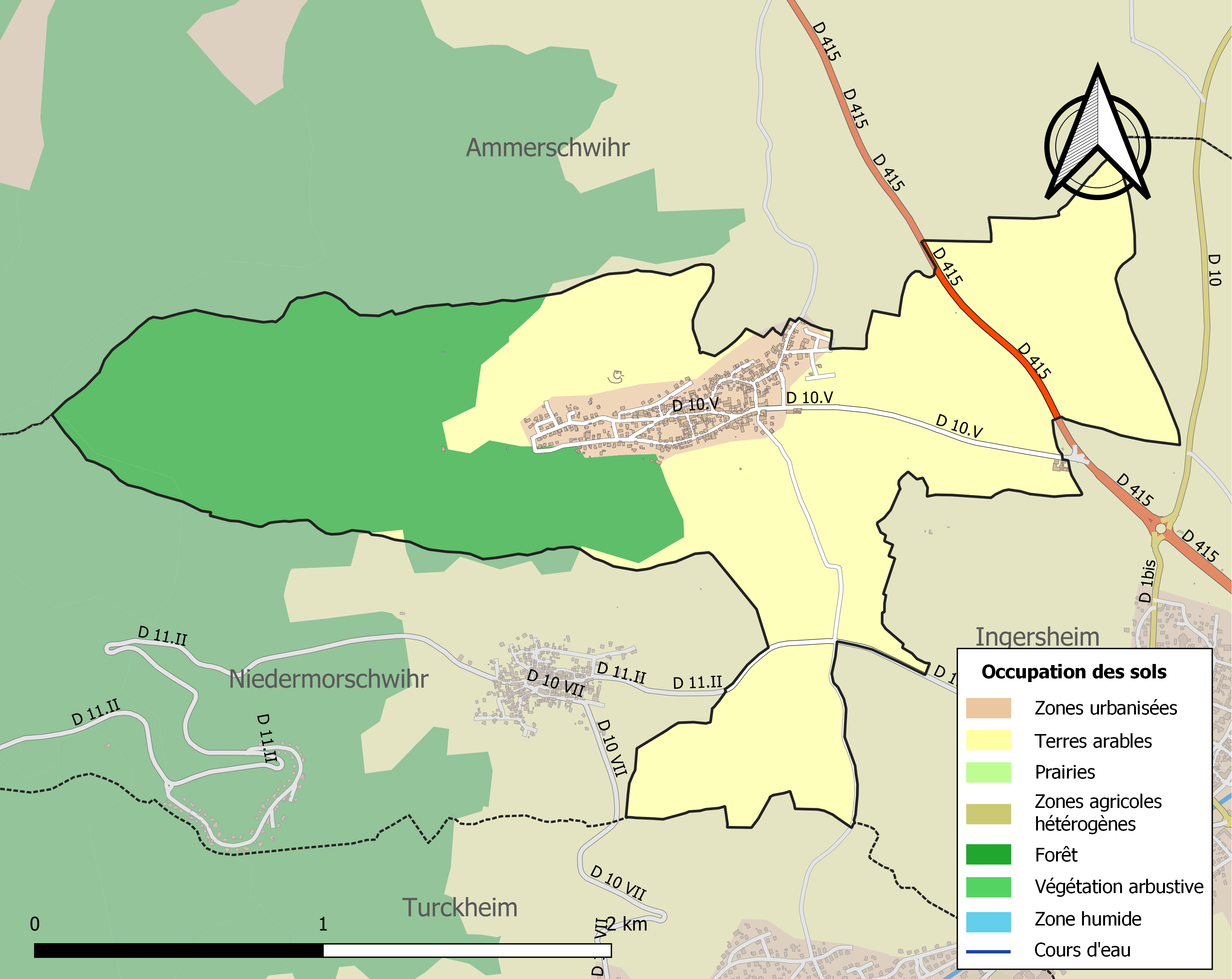
Carte des infrastructures et de l'occupation des sols de la commune en 2018 (CLC).

## Histoire
Des découvertes néolithiques (c'est-à-dire remontant à 2000 à 1700 av. J.-C.), faites en 1899 sur la colline du Dorfbourg, à quelques centaines de mètres au sud-est du village, et consistant en trois tombes préhistoriques contenant des squelettes et des fragments de vases, attestent que le vallon de Katzenthal a été habité dès la préhistoire.

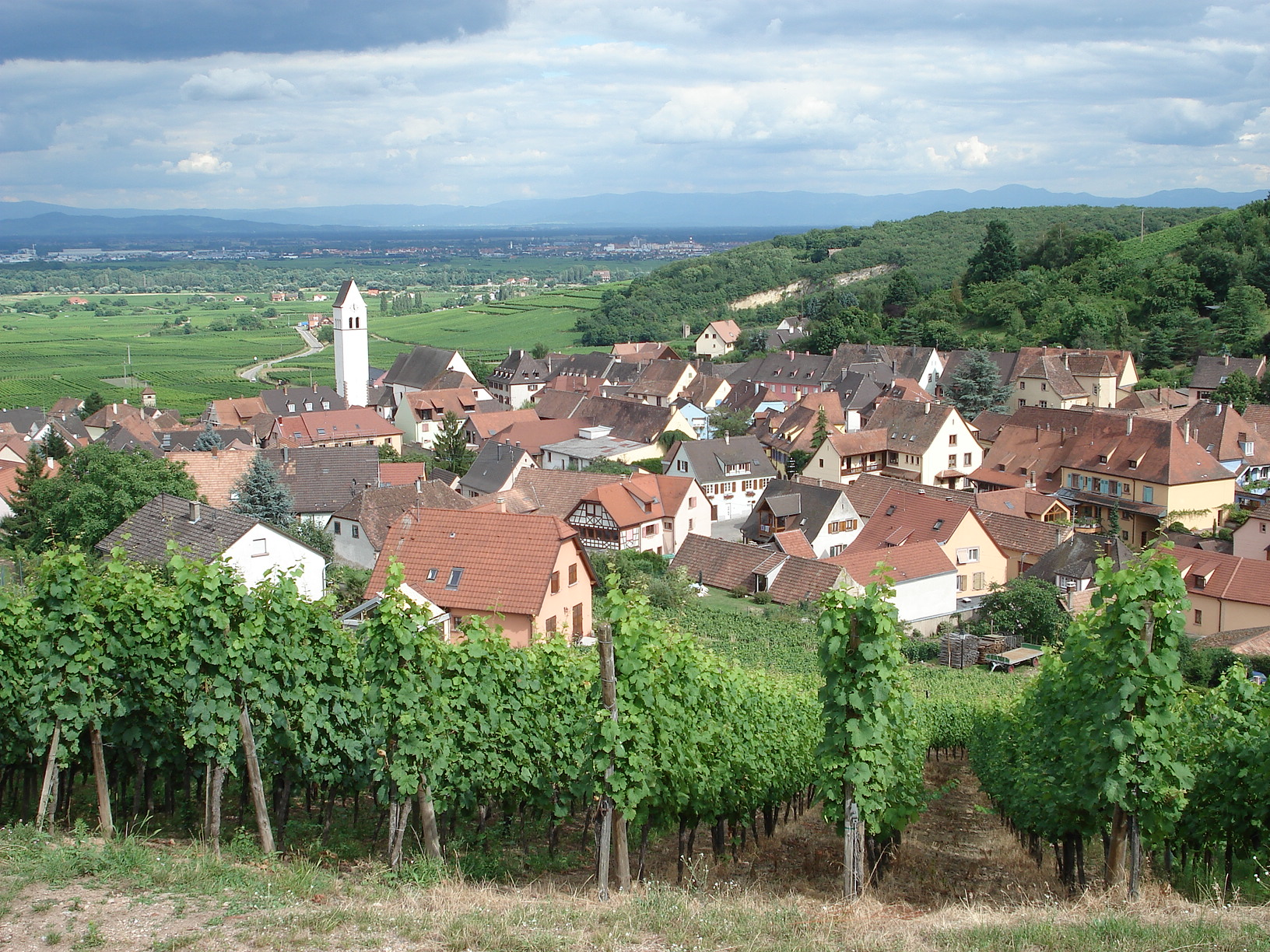
Vue générale du village, avec l'église Saint-Nicolas. La colline du Dorfbourg est la colline coupée d'une tranchée blanche au second plan à droite. À l'arrière-plan, la plaine d'Alsace et une partie de l'agglomération colmarienne.

Le château du Wineck, autrefois appelé aussi Weineck ou Windeck, qui date de la fin du XIIe siècle, est à l’origine de la localité actuelle. La première mention du village, sous la forme Chacindale, figure dans une charte de 1185 du pape Lucius III. Il se pourrait que cette désignation dérive du nom du premier habitant de l’endroit, un dénommé Chazzo, propriétaire du vallon. En 1212, la localité est évoquée sous la graphie Kancendale, puis, par altérations successives — où, sans doute, l’étymologie populaire joua un rôle (Katzenthal voulant dire littéralement « Val-aux-Chats ») — sous les graphies Kazzindal en 1233, Cazzendale en 1240, Kazendal en 1286, Katzental en 1328, et Katzentall en 1659.
Le territoire de Katzenthal, qui était à l’origine propriété d’Eguisheim, fut réuni à celui d’Ingersheim et le resta jusqu’à la Révolution française. Purent par la suite acquérir, par voie de donation, des biens sur le territoire de Katzenthal : l’abbaye de Pairis (fin XIIe et milieu XIIIe), le couvent de Marbach (début XIIIe), et le couvent Saint-Jean de Colmar.
En 1220 fut fondé le couvent des dominicaines Sainte-Catherine (les « Catherinettes »), assemblée de femmes pieuses dont sainte Catherine était la patronne. Une querelle opposa en 1249 ce couvent au seigneur local Reichard vom Winneg, querelle qu’arrangea un seigneur de Schauenberg. En 1288, le couvent des dominicaines Sainte-Catherine fut transféré à Ammerschwihr, puis, en 1312, d’Ammerschwihr à Colmar, où il se maintint jusqu’en 1790. À l’heure actuelle, le couvent est une école, et l’église a été aménagée en salle de concert municipal (salle des Catherinettes).
En 1251, la seigneurie de Windeck fut donnée en fief à Ulrich Ier, comte de Ferrette, qui la vendit en 1271 à l’évêque de Bâle, Heinrich de Neuchâtel, mais l’obtint de nouveau en fief. En 1324, par suite de mariage, la seigneurie du Windeck, ainsi que le Sundgau, revint à Albert II le Sage, duc d’Autriche, époux de la comtesse héréditaire Jeanne de Ferrette. À partir de 1349 et jusqu’à 1364, une partie de la seigneurie de Windeck est administrée par les seigneurs de Ribeaupierre. En 1361, Rudolf IV, archiduc d’Autriche, fait cadeau du château de Windeck aux seigneurs de Rathsamhausen.
Dans différents documents à partir de 1502, le château du Wineck était donné pour une ruine. En 1595, il fut procédé, par les seigneurs de Rathsamhausen, à l’édification d’un nouveau château dans l’actuelle Grand’Rue.
Katzenthal fit définitivement partie, après 1521, de la seigneurie de Hohlandsbourg détenue, tour à tour, par les comtes de Lupfen, le baron Lazare de Schwendi (1563), ses descendants, puis par la ville de Colmar jusqu’en 1789.
En 1914, des chasseurs alpins français, descendus de Trois-Épis, s’emparèrent le 20 août de Katzenthal et y jouèrent la Marseillaise. Cependant, les Allemands reprirent le village huit jours plus tard après un combat qui se solda par 16 morts côté français.
À la Libération, lors des combats et des bombardements associés à la bataille de la Poche de Colmar, qui fit rage du 5 décembre 1944 au 4 février 1945, le village fut dévasté à 90 %. Les dégâts nécessitèrent des travaux de reconstruction qui se prolongèrent jusqu’en 1956. À Colmar, le 14 juillet 1949, le général de Lattre de Tassigny décerna aux représentants de la commune la croix de guerre avec étoile de vermeil.
Depuis 1986, Katzenthal, avec plusieurs autres communes de Haute-Alsace, est membre de la Fédération des villes de Lazare de Schwendi, qui réunit des communes et des villes de France, de Belgique et d’Allemagne, qui ont fait partie des anciennes seigneuries du diplomate et humaniste Lazare de Schwendi ou qui, de quelque manière, ont eu des rapports très étroits avec lui.

### Héraldique
| Blason de Katzenthal | Les armes de Katzenthal se blasonnent ainsi : « D'azur à une lune versée d'argent sommée d'une croix pattée d'or. » |

La matérialisation la plus ancienne connue du blason de Katzenthal date de 1659, à savoir un sceau frappé aux armes du village et conservé au musée de Colmar. La commune est représentée par une croix dorée sur fond bleu avec une demi-lune argentée.

## Politique et administration

### Budget et fiscalité 2014

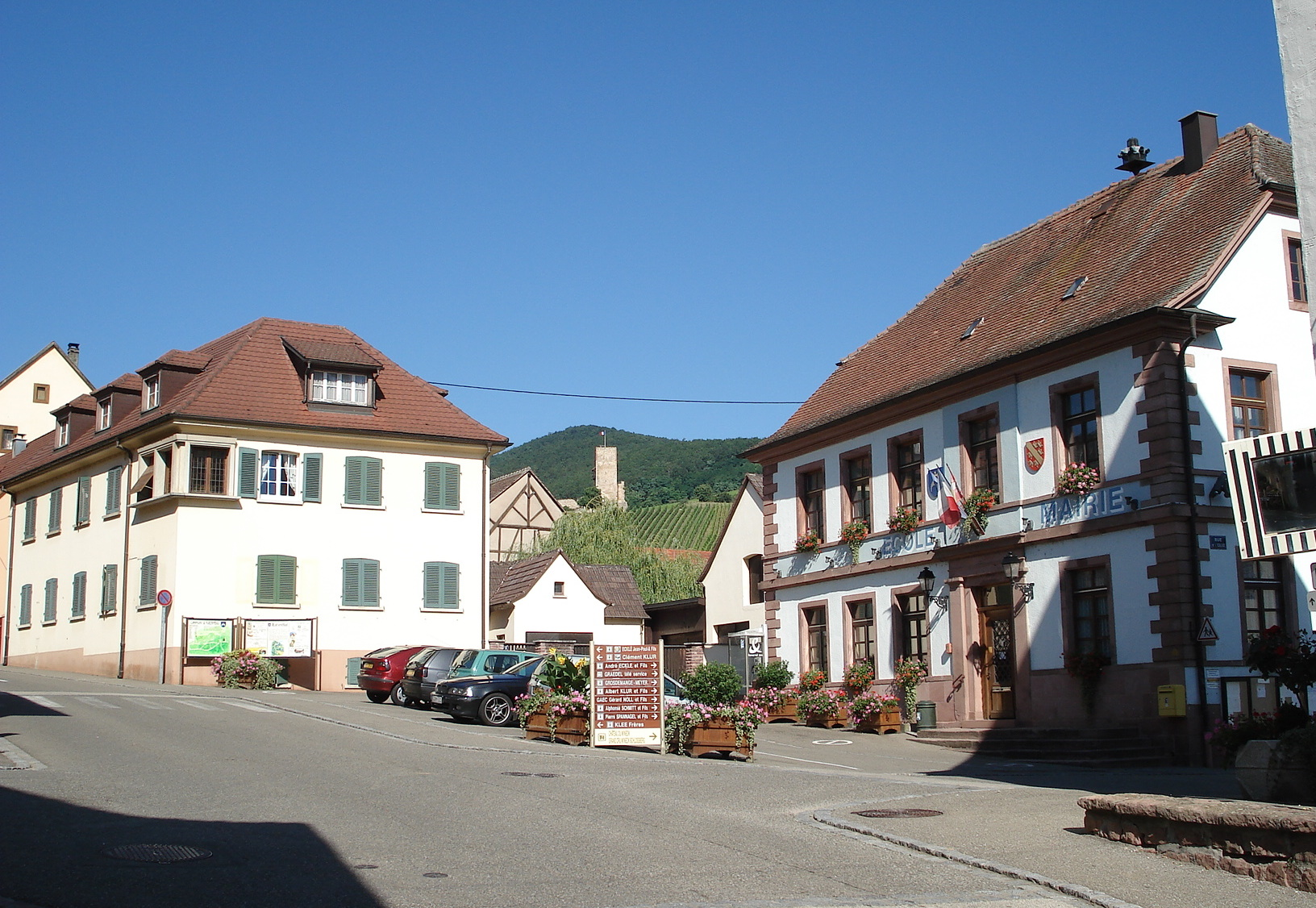
Mairie-école. Remarquer à l'arrière-plan le donjon du château du Wineck, entouré des vignobles du Schlossberg-Wineck.

En 2014, le budget de la commune était constitué ainsi :
- total des produits de fonctionnement : 475 000 €, soit 855 € par habitant ;
- total des charges de fonctionnement : 371 000 €, soit 667 € par habitant ;
- total des ressources d’investissement : 280 000 €, soit 503 € par habitant ;
- total des emplois d’investissement : 155 000 €, soit 279 € par habitant.
- endettement : 2 000 €, soit 4 € par habitant.

Avec les taux de fiscalité suivants :
- taxe d’habitation : 14,13 % ;
- taxe foncière sur les propriétés bâties : 15,03 % ;
- taxe foncière sur les propriétés non bâties : 69,86 % ;
- taxe additionnelle à la taxe foncière sur les propriétés non bâties : 0,00 % ;
- cotisation foncière des entreprises : 0,00 %.

### Liste des maires
| Période        | Période                   | Identité                                               | Étiquette | Qualité     |
| -------------- | ------------------------- | ------------------------------------------------------ | --------- | ----------- |
| mars 2001      | avril 2008                | Marius Eckle                                           |           |             |
| avril 2008     | juin 2015                 | Nicole Tisserand                                       |           | (démission) |
| septembre 2015 | décembre 2016             | Claude Arnoux                                          |           | (démission) |
| janvier 2017   | En cours (au 31 mai 2020) | Nathalie Tantet-Lorang Réélue pour le mandat 2020-2026 |           |             |

## Démographie
L'évolution du nombre d'habitants est connue à travers les recensements de la population effectués dans la commune depuis 1793. Pour les communes de moins de 10 000 habitants, une enquête de recensement portant sur toute la population est réalisée tous les cinq ans, les populations de référence des années intermédiaires étant quant à elles estimées par interpolation ou extrapolation. Pour la commune, le premier recensement exhaustif entrant dans le cadre du nouveau dispositif a été réalisé en 2007.

En 2022, la commune comptait 517 habitants, en évolution de −2,45 % par rapport à 2016 (Haut-Rhin : +0,66 %, France hors Mayotte : +2,11 %).
| 1793 | 1800 | 1806 | 1821 | 1831 | 1836 | 1841 | 1846 | 1851 |
| ---- | ---- | ---- | ---- | ---- | ---- | ---- | ---- | ---- |
| 432  | 492  | 570  | 520  | 609  | 652  | 611  | 608  | 609  |

| 1856 | 1861 | 1866 | 1871 | 1875 | 1880 | 1885 | 1890 | 1895 |
| ---- | ---- | ---- | ---- | ---- | ---- | ---- | ---- | ---- |
| 555  | 578  | 600  | 571  | 541  | 535  | 550  | 544  | 553  |

| 1900 | 1905 | 1910 | 1921 | 1926 | 1931 | 1936 | 1946 | 1954 |
| ---- | ---- | ---- | ---- | ---- | ---- | ---- | ---- | ---- |
| 534  | 521  | 509  | 475  | 469  | 462  | 462  | 316  | 417  |

| 1962 | 1968 | 1975 | 1982 | 1990 | 1999 | 2006 | 2007 | 2012 |
| ---- | ---- | ---- | ---- | ---- | ---- | ---- | ---- | ---- |
| 463  | 483  | 528  | 505  | 505  | 497  | 538  | 544  | 538  |

| 2017 | 2022 | - | - | - | - | - | - | - |
| ---- | ---- | - | - | - | - | - | - | - |
| 528  | 517  | - | - | - | - | - | - | - |

## Lieux et monuments

### Le Château du Wineck

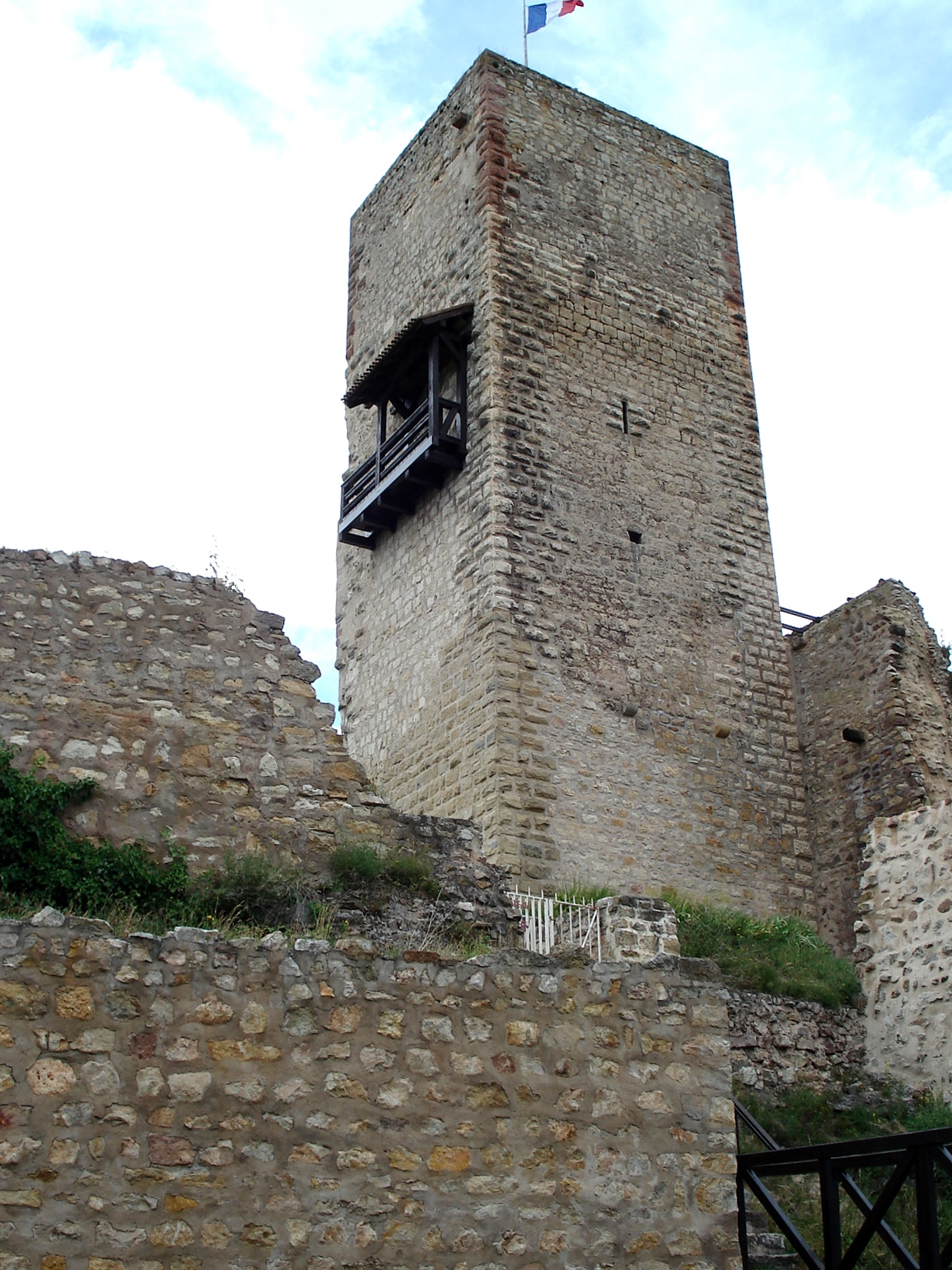
Château du Wineck.

Le château-fort ruiné de Wineck, que l’on retrouve dans les documents anciens également sous les noms de Windeck ou Weineck (et qu'il faut se garder de confondre avec le Château de Wineck, sur la commune de Dambach, tout au nord de l'Alsace, dans le département du Bas-Rhin), surplombe le village et le vignoble de Katzenthal,. Il est le seul château d’Alsace à être cerné de coteaux de vignes, et le célèbre grand cru Wineck-Schlossberg en tire son nom.
Construit vers 1200 par les comtes d’Eguisheim-Dabo, il est cité pour la première fois dans les annales en 1251, lorsque le comte Ulrich de Ferrette donne le château à l’évêque de Strasbourg. Tenu en arrière-fief par les chevaliers de Wineck, famille patricienne de Colmar, il devient au milieu du XIVe siècle propriété des barons de Rathsamhausen, qui le conservent jusqu’en 1828, c’est alors la famille de Gail qui en est propriétaire jusqu’en 1864.
Se composant à l’origine seulement d’un donjon et d'un modeste logis, le château fut ensuite, au XIVe siècle, agrandi et entouré d’une muraille d’enceinte, tandis qu’une seconde enceinte fut érigée qui délimitait la basse cour. Le château comprend aujourd’hui un rempart en fer à cheval et, se dressant sur la face nord, un donjon de 21 mètres de haut.
La Société pour la conservation des monuments historiques d'Alsace l’acquiert en 1866 ; elle en est toujours propriétaire. La commune de Katzenthal a contracté, le 22 juin 2013, un bail emphytéotique de 19 ans avec la Société pour la Conservation des Monuments Historiques d'Alsace. Occupé durant 250 ans, le château est cité comme « démoly » en 1502. Ce témoin de l’Histoire médiévale d’Alsace est restauré depuis 1972 par les Amis du Wineck, « Société pour la Restauration et la Conservation du Château de Katzenthal », qui l’ont tiré de l’oubli et sauvé de la destruction. Il est illuminé tous les soirs de 21 à 24 heures.

### Église Saint-Nicolas

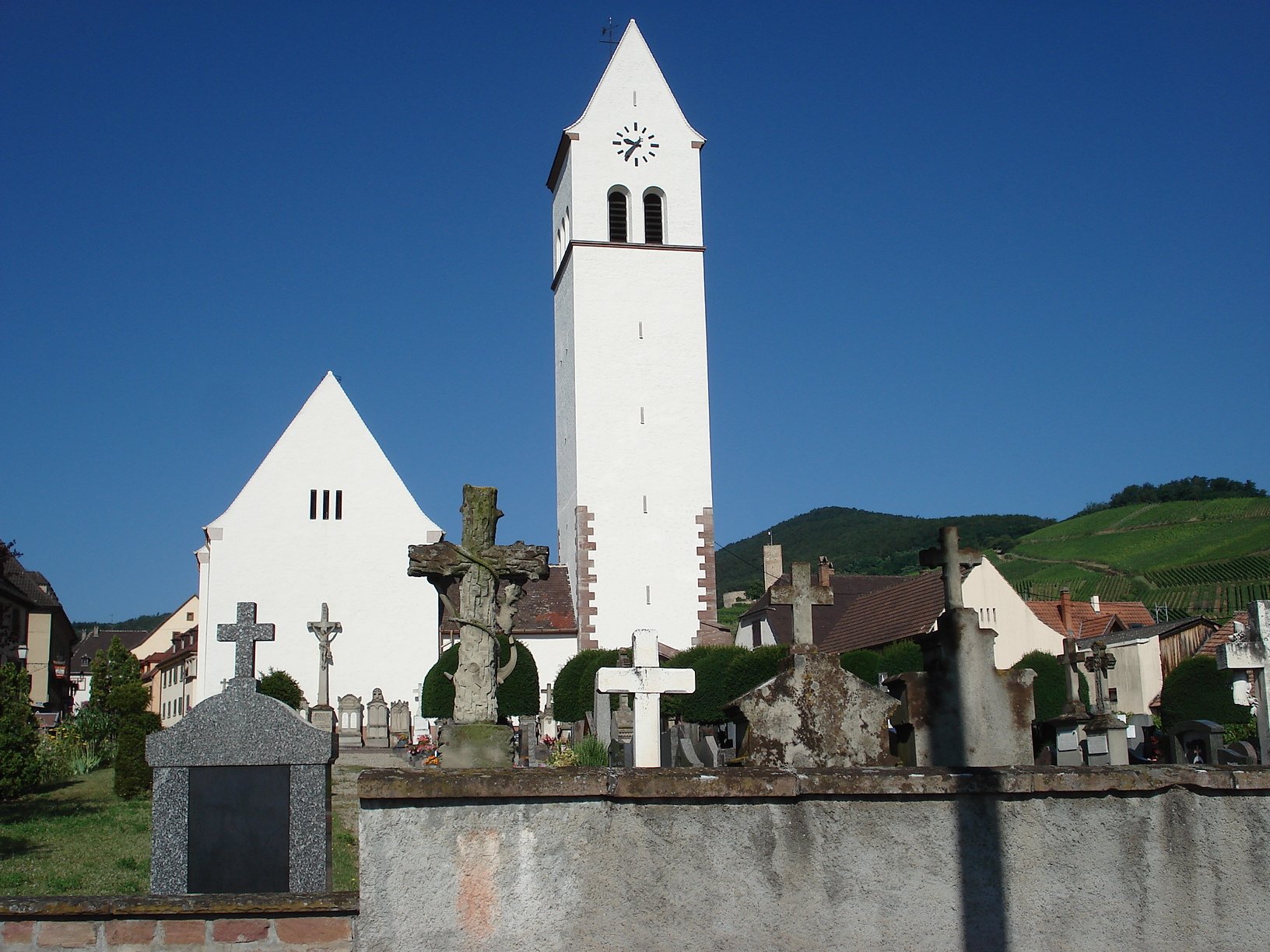
Église Saint-Nicolas.

Katzenthal devint paroisse autonome en 1690, et une nouvelle église — l’édifice actuel —, dédiée à saint Nicolas, fut construite en 1719, à l’initiative du curé Jean Stædler. Le campanile, qui renferme un carillon de 4 cloches, n’a été érigé qu’en 1895. L’église subit de graves dommages en 1944, mais des travaux de reconstruction furent entrepris après la guerre, qui durèrent jusqu’en 1955.
L'orgue de l'église, de 1827, était de Jean-Frédéric Verschneider,.

### Autres sites
- Le cimetière attenant à l’église fut créé en 1723.
- Le presbytère date de 1823[34].
- La chapelle Notre-Dame-des-Douleurs[35],[36].
- Monument aux morts[37].
- Les enseignes de la Grand'Rue[38].
- Le Monument du Galtz

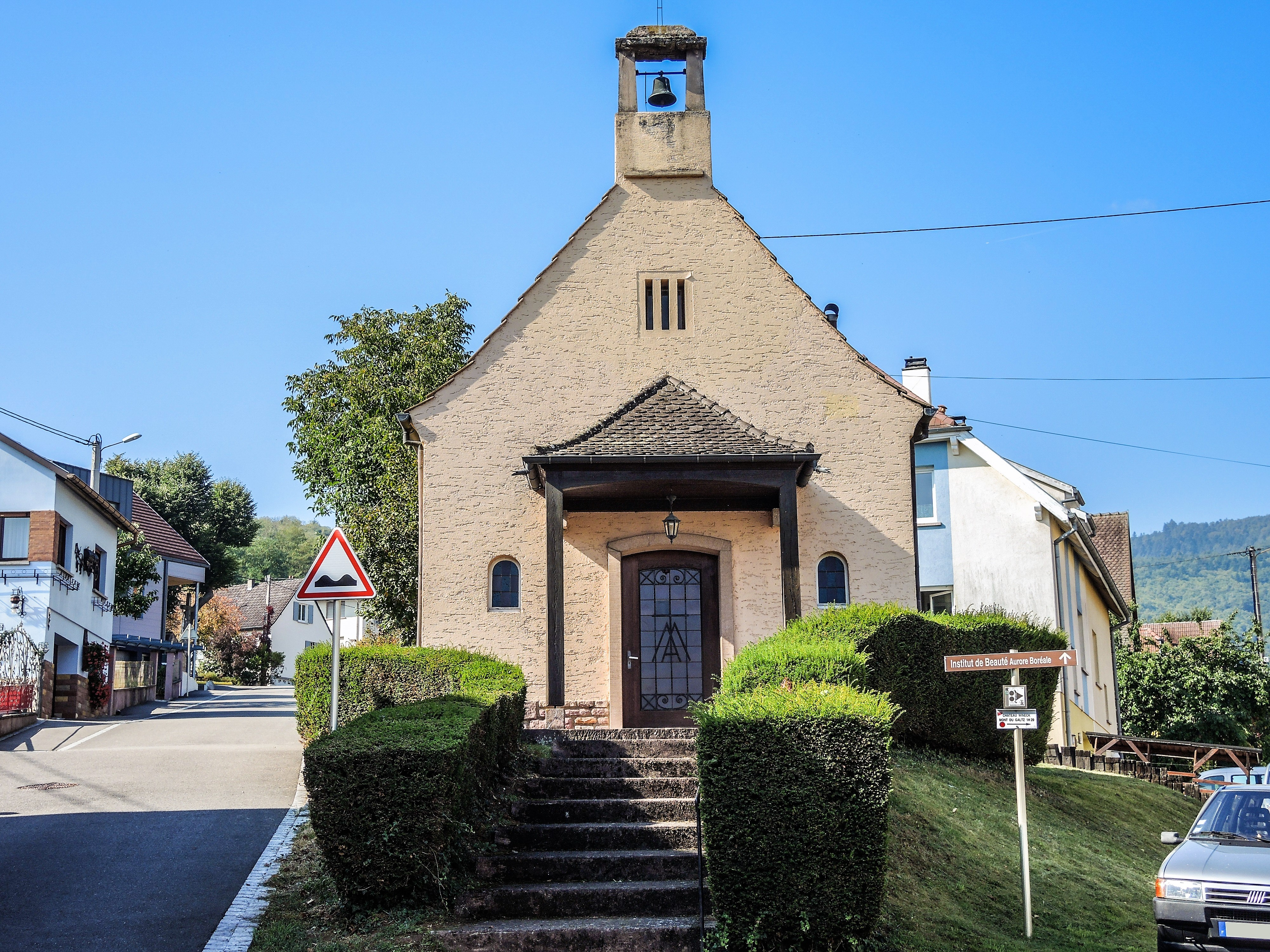
Chapelle Notre-Dame-des-Douleurs.
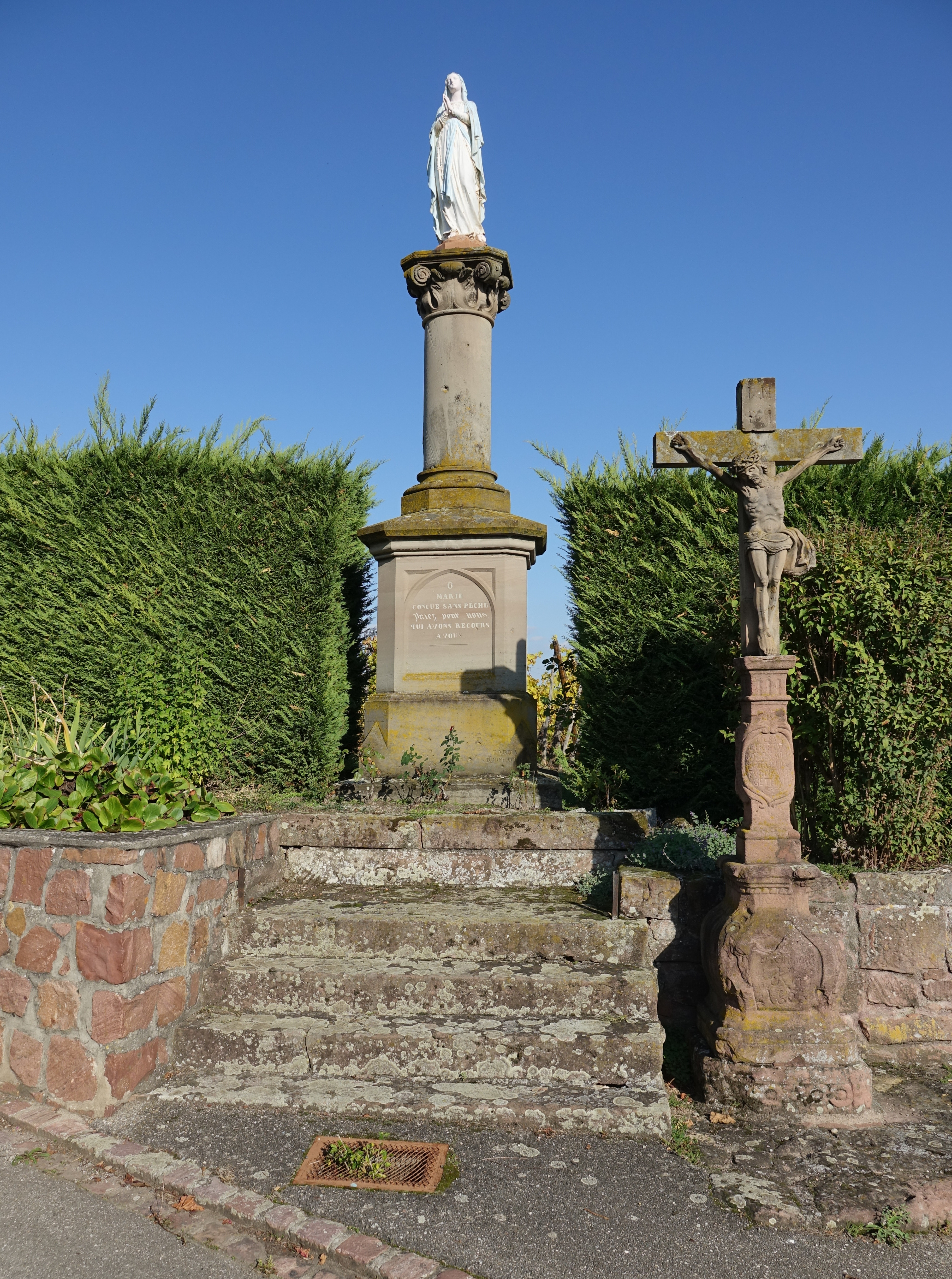
Le calvaire près de l'église.